# Código penal italiano
El código penal italiano (conocido como Código Rocco por el nombre de su redactor principal, el guardasellos del Gobierno de Mussolini Alfredo Rocco) es un conjunto de normas en materia de derecho penal. 
Junto con la Constitución y las leyes especiales es una de las fuentes jurídicas de la legislación penal italiana, todavía vigente.

## Historia
El primer código penal de Italia unida fue el código penal de los Saboyas de 1839 del Reino de Cerdeña, extendido en 1859 a toda la península durante la realización de la unificación de Italia. Sin embargo, de 1861 a 1889 había dos códigos diferentes porque Toscana seguía utilizando su propio código (que establecía la abolición de la pena capital desde 1859, después de que fuera reintroducida en 1853). La unificación normativa se produjo con el Código Zanardelli, que lleva el nombre del ministro de Gracia y Justicia Giuseppe Zanardelli, y fue promulgado el 30 de junio de 1889, para entrar en vigor el 1 de enero del año siguiente.
Durante el Gobierno de Mussolini, la promulgación de la ley de delegación del 4 de diciembre de 1925 n.2260 permitió al gobierno enmendar el código existente. La nueva legislación fue promulgada el 19 de octubre de 1930, llevada a cabo técnicamente bajo la dirección de Manzini, y con el Real Decreto del 19 de octubre de 1930, n.1398, publicada en la Gazzetta Ufficiale el 26 de octubre de 1930 n.251 (extraordinario), que entró en vigor el 1 de julio de 1931. El Real Decreto de promulgación contiene las firmas del rey de Italia Vittorio Emanuele III, del entonces presidente del Gobierno Benito Mussolini y del ministro de Gracia y Justicia Alfredo Rocco.
A partir de la segunda posguerra, numerosas comisiones de estudio redactaron informes para la aprobación de un nuevo código penal, ya que el Código Rocco ha sido criticado por muchos sectores políticos; además, el mundo académico y los profesionales del derecho han dejado en claro su voluntad de no posponer la creación de un código penal moderno y plenamente conforme a los principios constitucionales, a pesar de los cambios introducidos por el parlamento y por la jurisprudencia del Tribunal constitucional.

## Los cambios principales
El código fue en gran parte modificado, y se eliminaron las disposiciones más autoritarias de origen fascista —que después de la instauración de la república contradecían a la Constitución— así como, posteriormente, la criminalización del aborto (práctica castigada por el código original con penas de hasta doce años de prisión). Esto ocurrió tanto a través de las reformas parciales como mediante acciones judiciales de ilegalidad emitidas por la Corte Constitucional.